# Desa Seren (administrativ by i Indonesien, lat -6,77, long 111,33)
Desa Seren är en administrativ by i Indonesien.   Den ligger i provinsen Jawa Tengah, i den västra delen av landet, 500 km öster om huvudstaden Jakarta.